# Elliot Anderson
Elliot Junior Anderson (Whitley Bay, Reino Unido, 6 de noviembre de 2002) es un futbolista británico, que juega como centrocampista en el Nottingham Forest F. C. de la Premier League.
Nacido en Inglaterra, representó a las selecciones juveniles de Escocia hasta que cambió de nacionalidad para jugar con la sub-21 de Inglaterra.

## Trayectoria

### Newcastle United
En noviembre de 2019 se hizo oficial la renovación de Elliot Anderson, convirtiéndose en futbolista profesional, firmó hasta mediados de 2024. Anderson debutó por primera vez en 2021 en un partido de tercera ronda de FA Cup ante el Arsenal. El 18 de enero hizo su debut oficial en la Premier League ante el Brighton entrando en el minuto 87 en la derrota por 3-0.

### Bristol Rovers
El 31 de enero de 2022 se confirmó la cesión de Elliot Anderson al Bristol Rovers de la EFL League Two.

## Selección nacional
Debido a su ascendencia escocesa ha sido llamado para jugar allí. Anderson ha debutado hasta la fecha en todas las categorías inferiores de la selección de fútbol de Escocia, aunque todavía no lo ha llegado a hacer con la selección absoluta. También llegó a ser convocado con la sub-19 de Inglaterra en marzo de 2021. Anderson puede ser convocado tanto para Escocia como para Inglaterra.

## Clubes
| Club                          | País       | Año       |
| ----------------------------- | ---------- | --------- |
| Newcastle United F. C.        | Inglaterra | 2021-2024 |
| Bristol Rovers F. C. (cedido) | Inglaterra | 2022      |
| Nottingham Forest F. C.       | Inglaterra | 2024-     |

## Palmarés

### Títulos internacionales
| Título          | Equipo            | Sede       | Año  |
| --------------- | ----------------- | ---------- | ---- |
| Eurocopa Sub-21 | Inglaterra sub-21 | Eslovaquia | 2025 |